# Маледон, Тео
Те́о Луи́ Маледо́н (фр. Théo Louis Maledon; род. 12 июня 2001 года в Руане, Франция) — французский профессиональный баскетболист, играющий на позиции разыгрывающего защитника. На драфте НБА 2020 года был выбран под 17-м номером командой «Филадельфия Севенти Сиксерс» и обменян в «Оклахома-Сити Тандер».

## Ранние годы
Маледон родился в Руане, Франция. В возрасте трёх лет он начал играть в баскетбол за команду из Ле-Мениль-Энара. Достигнув возрастной группы до 11 лет, маледон перешёл в СПО Руан. В 2015 году в возрасте 14 лет Маледон поступил в Национальный институт спорта, экспертизы и производительности (INSEP) в Париже. В сезоне 2015/16 он сыграл три игры за команду Федеральный баскетбольный центр, входящий в состав INSEP, в национальном мужском дивизионе 1 (NM1), третьем баскетбольном дивизионе Франции, и две игры за команду INSEP U18 в турнире Adidas Next Generation Tournament (ANGT).
В сезоне 2016/17 Маледон регулярно выходил в стартовом составе Федеральный баскетбольный центр в NM1, набирая в среднем 8,2 очков, 2,4 подбора и 2,7 передачи за 25,6 минуты за игру. 23 апреля 2017 года он набрал лучшие в сезоне 20 очков, а также 5 подборов и 4 передачи в поражении от «Юнион Тарб-Лурд Пиренеи». В том же месяце Маледон принял участие в матче Jordan Brand Classic Global Showcase, проходившем в Барклайс-центре, Бруклин, где набрал 15 очков, 4 подбора и 4 передачи.

## Профессиональная карьера

### АСВЕЛ (2017—2020)

#### Сезон 2017/18
16 июня 2017 года Маледон присоединился к юношеской команде клуба высшего дивизиона Франции АСВЕЛ, которая участвовала в ЛНБ Эспуа, французской лиге для команд до 21 года. 24 сентября 2017 года Маледон дебютировал в лиге и набрал 10 очков и 5 передач в победе над Эспуа Лиможем со счётом 71—61. 30 сентября Маледон дебютировал в профессиональном баскетболе в матче чемпионата Франции в возрасте 16 лет, сыграв одну минуту против Шоле. Он стал вторым самым молодым дебютантом в истории клуба. 17 октября он впервые выступил в Еврокубке против Ратиофарма из Ульма. В январе 2018 года Маледон играл за команду АСВЕЛ U18 в турнире ANGT, проходившем в Оспиталете. 7 января 2018 года он набрал 35 очков и 11 передач в победе над Гран-Канарией в своей последней игре в турнире. 12 мая Маледон набрал лучшие в сезоне 26 очков против Эспуа Монако. В 33 играх ЛНБ Эспуа Маледон набирал в среднем 15,7 очков, 4,5 подбора и 4,9 передачи за игру.

#### Сезон 2018/19
13 августа 2018 года Маледон подписал свой первый профессиональный контракт, согласившись остаться в АСВЕЛ на три следующих года. В сезоне 2018/19 он начал выступать в основной команде АСВЕЛ и часто выходил на игру в стартовом составе. 6 октября Маледон набрал 15 очков, 4 подбора и 4 передачи, реализовав 6 из 7 бросков с игры, в победе над Фос-Провансом со счётом 88—64. 3 ноября он набрал лучшие в карьере 16 очков, а также 4 подбора и 2 перехвата в победе над Дижоном со счётом 80—62. Уже 18 ноября Маледон обновил личный рекорд результативности, набрав 20 очков, 4 передачи и 2 перехвата, в победе над Ле-Маном со счётом 80—76.
18 декабря 2018 года Маледон набрал 13 очков, 7 подборов и 3 передачи в победе над Зенитом в Еврокубке со счётом 84—81. 26 декабря он набрал 18 очков, 5 передач и 2 перехвата в победе над Леваллуа со счётом 88—79. 29 декабря Маледон принял участие в матче всех звёзд НБЛ в возрасте 17 с половиной лет и стал самым молодым игроком МВЗ с момента создания турнира в 1987 году. 12 мая 2019 года Маледон набрал 13 очков в победе со счётом 70—61 над Ле-Маном в финале кубка Франции и был назван MVP финала. По итогам сезона Маледон был назван лучшим молодым игроком чемпионата Франции. В июне 2019 года он помог своей команде одолеть Монако в финале чемпионата Франции. В 62 матчах сезона Маледон набирал в среднем 7 очков, 2,1 подбора и 2 передачи за 17,3 минуты за игру.

#### Сезон 2019/20
Перед началом сезона 2019/20 Маледон считался одним из главных претендентов на награду Восходящей звезды на сайте Евролиги. 22 сентября 2019 года в матче, открывавшем сезон, Маледон набрал 6 очков и 8 передач за 19 минут в победе над Лиможем со счётом 94—84. 4 октября Маледон дебютировал в Евролиге, сыграв 9 минут в победе над «Олимпиакосом» со счётом 82—63. Через 2 дня в игре против Шоле Маледон получил травму плеча, из-за которой он пропустил один месяц. 17 января 2020 года Маледон отдал лучшие в карьере 10 передач, а также набрал 5 очков и 6 подборов в поражении от Анадолу Эфес со счётом 101—74. Неделю спустя он набрал 19 очков, свой лучший результат в Евролиге, в поражении от Панатинаикоса со счётом 100—88. 14 февраля Маледон набрал 20 очков в победе над Метрополитон 92 со счётом 88—59 в полуфинале кубка Франции. 5 апреля, когда баскетбольный сезон был приостановлен из-за пандемии COVID-19, Маледон выставил свою кандидатуру на драфт НБА 2020 года. Маледон закончил сезон со средним показателем 7,3 очка, 2,7 передачи и 1,9 подбора за 17,3 минуты за игру, проведя суммарно 46 матчей в Евролиге, чемпионате и кубке Франции.

### Оклахома-Сити Тандер (2020—2022)
Маледон был выбран под 34-м номером на драфте НБА 2020 года командой «Филадельфия Севенти Сиксерс». 8 декабря 2020 года был обменян в «Оклахома-Сити Тандер» вместе с Элом Хорфордом, защищённым выбором первого раунда на драфте 2025 года, и правами на выступающего в Европе Василие Мицича на Дэнни Грина, Терренса Фергюсона и Венсана Пуарье. 9 декабря 2020 года подписал с Оклахома-Сити контракт новичка, рассчитанный на 4 года. 26 декабря 2020 года дебютировал в НБА, выйдя со скамейки запасных, и набрал 4 очка, 2 передачи и 1 перехват за 20 минут в победе над «Шарлотт Хорнетс» со счётом 109—107. 2 января 2021 года Маледон набрал 12 очков, 3 подбора, 4 передачи и 1 перехват в победе над «Орландо Мэджик» со счётом 108—99. 25 января он впервые вышел в стартовом составе и набрал 6 очков, 4 подбора и 4 передачи в победе над «Портленд Трейл Блейзерс» со счётом 125—122. 29 января Маледон установил личный рекорд результативности, набрав 24 очка, в том числе реализовав 6 из 6 трёхочковых бросков, а также сделал 3 подбора, отдал 3 передачи и совершил 1 перехват в поражении от «Бруклин Нетс» со счётом 125—147.
30 сентября 2022 года Маледон был обменян вместе с Дерриком Фейворсом, Таем Джеромом, Морисом Харклессом и будущим выбором второго раунда драфта в «Хьюстон Рокетс» на Дэвида Нвабу, Стерлинга Брауна, Трея Бурка и Маркеса Крисса. 11 октября он был отчислен.

### Шарлотт Хорнетс (2022—2023)
15 октября 2022 года Маледон подписал двусторонний контракт с командой «Шарлотт Хорнетс». 29 сентября 2023 года Маледон подписал с «Хорнетс» еще один двусторонний контракт, но 14 декабря был отчислен.

### Финикс Санз (2023—2024)
17 декабря 2023 года Маледон подписал двусторонний контракт с «Финикс Санз». 4 марта 2024 года игрок был отчислен.

### АСВЕЛ (2024—настоящее время)
14 августа 2024 года Тео Маледон подписал однолетний контракт с французским клубом «АСВЕЛ».
30 декабря 2024 года Тео Маледон получил награду самому ценному игроку Евролиги в декабре.

## Карьера в сборной

### Юношеская сборная
Маледон дебютировал в юношеской сборной Франции на чемпионате Европы U16 2016 года в Радоме, Польша. В семи играх он набирал в среднем 8,4 очка, 4 подбора и 2,4 передачи за игру. Маледон играл за сборную Франции на чемпионате Европы U16 2017 года в Подгорице, Черногория. В семи играх он набирал в среднем 14,6 очков, 5,1 подборов и 3,1 передачи за игру, набрав 20 очков в финале против сборной Черногории, что помогло Франции завоевать золотые медали впервые с 2004 года. Маледон был назначен капитаном сборной Франции на чемпионате мира U17 2018 года в Аргентине. В семи играх он набирал в среднем 11,1 очков, 6,1 подборов и 4,1 передачи за игру, а Франция заняла второе место, уступив США в финале.

### Взрослая сборная
24 февраля 2019 года Маледон дебютировал за взрослую сборную Франции во время квалификации к чемпионату мира 2019 года. Он сыграл 15 минут, набрав 3 очка и 3 подбора в поражении от Финляндии 69—76. 7 августа Маледон набрал 14 очков, реализовав 4 из 5 бросков с игры, в победе над Тунисом со счётом 94—56 в рамках подготовки к чемпионату мира. Маледон не попал в финальный состав сборной Франции из-за травмы плеча.

## Личная жизнь
Оба родителя Маледона играли в баскетбол: его мать, Сильвия, в юношеской сборной Франции, а его отец, Клод, в NM1. Его дядя, Доминик Гере, был помощником тренера в клубе второго французского дивизиона АЛМ Эврё, а его старшая сестра Лена играет в баскетбол в колледже в США.

## Статистика

### Статистика в НБА
| Сезон                                                                                    | Команда       | Регулярный сезон | Регулярный сезон | Регулярный сезон | Регулярный сезон | Регулярный сезон | Регулярный сезон | Регулярный сезон | Регулярный сезон | Регулярный сезон | Регулярный сезон | Регулярный сезон | Серия плей-офф | Серия плей-офф | Серия плей-офф | Серия плей-офф | Серия плей-офф | Серия плей-офф | Серия плей-офф | Серия плей-офф | Серия плей-офф | Серия плей-офф | Серия плей-офф |
| Сезон                                                                                    | Команда       | GP               | GS               | MPG              | FG%              | 3P%              | FT%              | RPG              | APG              | SPG              | BPG              | PPG              | GP             | GS             | MPG            | FG%            | 3P%            | FT%            | RPG            | APG            | SPG            | BPG            | PPG            |
| ---------------------------------------------------------------------------------------- | ------------- | ---------------- | ---------------- | ---------------- | ---------------- | ---------------- | ---------------- | ---------------- | ---------------- | ---------------- | ---------------- | ---------------- | -------------- | -------------- | -------------- | -------------- | -------------- | -------------- | -------------- | -------------- | -------------- | -------------- | -------------- |
| 2020/21                                                                                  | Оклахома-Сити | 65               | 49               | 27,4             | 36,8             | 33,5             | 74,8             | 3,2              | 3,5              | 0,9              | 0,2              | 10,1             | Не участвовал  | Не участвовал  | Не участвовал  | Не участвовал  | Не участвовал  | Не участвовал  | Не участвовал  | Не участвовал  | Не участвовал  | Не участвовал  | Не участвовал  |
| 2021/22                                                                                  | Оклахома-Сити | 51               | 7                | 17,8             | 37,5             | 29,3             | 79,0             | 2,6              | 2,2              | 0,6              | 0,2              | 7,1              | Не участвовал  | Не участвовал  | Не участвовал  | Не участвовал  | Не участвовал  | Не участвовал  | Не участвовал  | Не участвовал  | Не участвовал  | Не участвовал  | Не участвовал  |
| 2022/23                                                                                  | Шарлотт       | 44               | 7                | 19,4             | 40,2             | 29,5             | 85,1             | 2,8              | 3,5              | 0,8              | 0,3              | 6,7              | Не участвовал  | Не участвовал  | Не участвовал  | Не участвовал  | Не участвовал  | Не участвовал  | Не участвовал  | Не участвовал  | Не участвовал  | Не участвовал  | Не участвовал  |
| 2023/24                                                                                  | Шарлотт       | 13               | 1                | 15,4             | 28,8             | 16,7             | 91,7             | 1,8              | 2,2              | 0,5              | 0,0              | 4,2              | Не участвовал  | Не участвовал  | Не участвовал  | Не участвовал  | Не участвовал  | Не участвовал  | Не участвовал  | Не участвовал  | Не участвовал  | Не участвовал  | Не участвовал  |
| 2023/24                                                                                  | Финикс        | 4                | 0                | 3,3              | 25,0             | -                | 100,0            | 0,3              | 0,0              | 0,0              | 0,0              | 1,3              | Не участвовал  | Не участвовал  | Не участвовал  | Не участвовал  | Не участвовал  | Не участвовал  | Не участвовал  | Не участвовал  | Не участвовал  | Не участвовал  | Не участвовал  |
|                                                                                          | Всего         | 177              | 64               | 21,2             | 37,2             | 31,0             | 79,3             | 2,8              | 2,9              | 0,7              | 0,2              | 7,8              | Не участвовал  | Не участвовал  | Не участвовал  | Не участвовал  | Не участвовал  | Не участвовал  | Не участвовал  | Не участвовал  | Не участвовал  | Не участвовал  | Не участвовал  |
| Наведите курсор мыши на аббревиатуры в заголовке таблицы, чтобы прочесть их расшифровку. |               |                  |                  |                  |                  |                  |                  |                  |                  |                  |                  |                  |                |                |                |                |                |                |                |                |                |                |                |

### Статистика в Джи-Лиге
| Сезон                                                                                    | Команда           | Регулярный сезон | Регулярный сезон | Регулярный сезон | Регулярный сезон | Регулярный сезон | Регулярный сезон | Регулярный сезон | Регулярный сезон | Регулярный сезон | Регулярный сезон | Регулярный сезон | Серия плей-офф | Серия плей-офф | Серия плей-офф | Серия плей-офф | Серия плей-офф | Серия плей-офф | Серия плей-офф | Серия плей-офф | Серия плей-офф | Серия плей-офф | Серия плей-офф |
| Сезон                                                                                    | Команда           | GP               | GS               | MPG              | FG%              | 3P%              | FT%              | RPG              | APG              | SPG              | BPG              | PPG              | GP             | GS             | MPG            | FG%            | 3P%            | FT%            | RPG            | APG            | SPG            | BPG            | PPG            |
| ---------------------------------------------------------------------------------------- | ----------------- | ---------------- | ---------------- | ---------------- | ---------------- | ---------------- | ---------------- | ---------------- | ---------------- | ---------------- | ---------------- | ---------------- | -------------- | -------------- | -------------- | -------------- | -------------- | -------------- | -------------- | -------------- | -------------- | -------------- | -------------- |
| 2021/22                                                                                  | Оклахома-Сити Блю | 14               | 14               | 32,2             | 49,7             | 37,7             | 75,9             | 5,8              | 5,3              | 1,6              | 0,2              | 17,7             | Не участвовал  | Не участвовал  | Не участвовал  | Не участвовал  | Не участвовал  | Не участвовал  | Не участвовал  | Не участвовал  | Не участвовал  | Не участвовал  | Не участвовал  |
| 2022/23                                                                                  | Гринсборо Сворм   | 23               | 22               | 31,9             | 45,6             | 32,4             | 72,9             | 5,7              | 5,0              | 1,0              | 0,5              | 16,1             | Не участвовал  | Не участвовал  | Не участвовал  | Не участвовал  | Не участвовал  | Не участвовал  | Не участвовал  | Не участвовал  | Не участвовал  | Не участвовал  | Не участвовал  |
| 2023/24                                                                                  | Су-Фолс Скайфорс  | 5                | 0                | 21,7             | 51,9             | 77,8             | 80,0             | 4,0              | 3,6              | 0,8              | 0,2              | 9,6              | 1              | 0              | 18,3           | 57,1           | 100,0          | 50,0           | 3,0            | 5,0            | 2,0            | 0,0            | 11,0           |
|                                                                                          | Всего             | 42               | 36               | 30,8             | 47,4             | 36,6             | 74,6             | 5,5              | 5,0              | 1,2              | 0,4              | 15,9             | 1              | 0              | 18,3           | 57,1           | 100,0          | 50,0           | 3,0            | 5,0            | 2,0            | 0,0            | 11,0           |
| Наведите курсор мыши на аббревиатуры в заголовке таблицы, чтобы прочесть их расшифровку. |                   |                  |                  |                  |                  |                  |                  |                  |                  |                  |                  |                  |                |                |                |                |                |                |                |                |                |                |                |

### Статистика в других лигах
| Сезон | Команда                     | Лига                                             | GP  | GS  | MPG  | FG%  | 3P%  | FT%   | RPG | APG | SPG | BPG | PFL | TOV | PPG  |
| --- | --------------------------- | ------------------------------------------------ | --- | --- | ---- | ---- | ---- | ----- | --- | --- | --- | --- | --- | --- | ---- |
| 2015/16 | Все клубы                   | Все лиги                                         | 5   | 0   | 14,0 | 28,6 | 14,3 | 100,0 | 1,2 | 2,2 | 1,0 | 0,0 | 1,8 | 1,8 | 2,2  |
| 2015/16 | Сентре Федерал Ду Баскетбол | NM1                                              | 3   | 0   | 16,2 | 20,0 | 0,0  | -     | 0,7 | 1,3 | 1,0 | 0,0 | 1,3 | 2,0 | 1,3  |
| 2015/16 | INSEP                       | Euroleague Basketball Next Generation Tournament | 2   | 0   | 10,7 | 50,0 | 50,0 | 100,0 | 2,0 | 3,5 | 1,0 | 0,0 | 2,5 | 1,5 | 3,5  |
| 2016/17 | Все клубы                   | Все лиги                                         | 38  | 31  | 25,4 | 41,0 | 40,9 | 75,0  | 2,4 | 3,0 | 1,2 | 0,0 | 2,9 | 3,2 | 8,0  |
| 2016/17 | Сентре Федерал Ду Баскетбол | NM1                                              | 30  | 25  | 25,6 | 40,3 | 41,3 | 75,6  | 2,4 | 2,7 | 1,0 | 0,0 | 2,9 | 3,6 | 8,2  |
| 2016/17 | Сентре Федерал Ду Баскетбол | Турнир в Каунасе                                 | 4   | 2   | 21,2 | 41,7 | 37,5 | 100,0 | 2,0 | 4,0 | 1,5 | 0,0 | 2,5 | 2,3 | 6,8  |
| 2016/17 | Сентре Федерал Ду Баскетбол | Euroleague Basketball Next Generation Tournament | 4   | 4   | 27,8 | 46,2 | 41,7 | 50,0  | 2,8 | 4,5 | 2,3 | 0,0 | 3,5 | 1,0 | 7,5  |
| 2017/18 | Все клубы                   | Все лиги                                         | 49  | 34  | 25,4 | 42,1 | 33,5 | 77,4  | 3,5 | 4,0 | 1,2 | 0,0 | 1,7 | 3,1 | 13,0 |
| 2017/18 | АСВЕЛ                       | Молодёжный чемпионат Франции                     | 33  | 30  | 32,1 | 41,1 | 33,9 | 79,5  | 4,5 | 4,9 | 1,5 | 0,1 | 2,0 | 4,0 | 15,7 |
| 2017/18 | АСВЕЛ                       | Чемпионат Франции                                | 9   | 0   | 3,6  | 20,0 | 0,0  | 50,0  | 0,6 | 0,4 | 0,0 | 0,0 | 0,4 | 0,2 | 0,6  |
| 2017/18 | АСВЕЛ                       | Турнир в Оспиталете                              | 4   | 4   | 35,4 | 51,9 | 42,9 | 66,7  | 5,0 | 6,8 | 2,3 | 0,0 | 2,5 | 4,8 | 28,5 |
| 2017/18 | АСВЕЛ                       | Кубок Европы                                     | 2   | 0   | 5,5  | 0,0  | 0,0  | -     | 0,0 | 0,5 | 0,0 | 0,0 | 0,0 | 0,0 | 0,0  |
| 2017/18 | АСВЕЛ                       | Кубок французской лиги                           | 1   | 0   | 4,0  | 0,0  | 0,0  | -     | 0,0 | 0,0 | 0,0 | 0,0 | 0,0 | 1,0 | 0,0  |
| 2018/19 | Все клубы                   | Все лиги                                         | 62  | 37  | 17,3 | 45,6 | 38,6 | 85,0  | 2,0 | 2,0 | 0,7 | 0,2 | 2,3 | 1,6 | 7,0  |
| 2018/19 | АСВЕЛ                       | Чемпионат Франции                                | 43  | 25  | 17,0 | 46,9 | 39,5 | 86,7  | 2,0 | 2,0 | 0,8 | 0,2 | 2,3 | 1,5 | 6,7  |
| 2018/19 | АСВЕЛ                       | Кубок Европы                                     | 18  | 12  | 17,8 | 40,9 | 35,1 | 82,6  | 2,4 | 2,1 | 0,4 | 0,2 | 2,4 | 1,7 | 7,1  |
| 2018/19 | АСВЕЛ                       | Кубок французской лиги                           | 1   | 0   | 22,0 | 71,4 | 50,0 | 75,0  | 0,0 | 3,0 | 1,0 | 1,0 | 4,0 | 4,0 | 15,0 |
| 2019/20 | Все клубы                   | Все лиги                                         | 46  | 23  | 17,3 | 42,1 | 33,3 | 77,6  | 1,9 | 2,7 | 0,5 | 0,1 | 2,7 | 1,6 | 7,3  |
| 2019/20 | АСВЕЛ                       | Евролига                                         | 22  | 12  | 17,7 | 45,6 | 36,7 | 68,9  | 1,8 | 3,1 | 0,3 | 0,1 | 2,9 | 1,9 | 7,4  |
| 2019/20 | АСВЕЛ                       | Чемпионат Франции                                | 21  | 10  | 16,2 | 39,4 | 28,6 | 86,7  | 1,9 | 2,0 | 0,7 | 0,1 | 2,3 | 1,5 | 6,7  |
| 2019/20 | АСВЕЛ                       | Кубок французской лиги                           | 3   | 1   | 23,0 | 37,0 | 41,7 | 75,0  | 3,0 | 4,7 | 0,0 | 0,7 | 3,3 | 1,0 | 10,3 |
| Всего | Всего                       | Всего                                            | 200 | 125 | 20,7 | 42,5 | 36,0 | 79,4  | 2,4 | 2,9 | 0,9 | 0,1 | 2,3 | 2,3 | 8,6  |
| В Кубке Европы | В Кубке Европы              | В Кубке Европы                                   | 20  | 12  | 16,5 | 40,0 | 33,3 | 82,6  | 2,2 | 2,0 | 0,4 | 0,2 | 2,2 | 1,5 | 6,4  |
| В чемпионате Франции | В чемпионате Франции        | В чемпионате Франции                             | 73  | 35  | 15,1 | 43,5 | 33,8 | 86,2  | 1,8 | 1,8 | 0,6 | 0,1 | 2,1 | 1,3 | 6,0  |
| Наведите курсор мыши на аббревиатуры в заголовке таблицы, чтобы прочесть их расшифровку Статистика приведена с сайта basketball.realgm.com |                             |                                                  |     |     |      |      |      |       |     |     |     |     |     |     |      |